# سقويل
-  (Sguil) وتنطق ايضاً   (sgweel or squeal)هو عبارة عن مجموعة من مكونات البرمجيات الحرة لمراقبة شبكة الأمن.
Sguil هو تنفيذ نظام مراقبة أمن الشبكة. ويعرف بـNSM)) يقوم بجمع وتحليل وتصاعد مؤشرات وتحذيرات لكشف والرد على الاختراقات.
ويتألف النظام من خادم واحد وعدد تعسفي من أجهزة الاستشعار لشبكة (sguil). وتقوم أجهزة الاستشعار بأداء جميع المهام من رصد الأمن وتغذية المعلومات إلى الخادم على أساس منتظم.

## Tools that make up Sguil
| Tool                     | Purpose                                                    |
| ------------------------ | ---------------------------------------------------------- |
| ماي إس كيو إل 4.x or 5.x | Data storage and retrieval                                 |
| سنورت 2.x / Suricata     | Intrusion detection alerts, scan detection, packet logging |
| Barnyard / Barnyard2     | Decodes IDS alerts and sends them to sguil                 |
| SANCP                    | TCP/IP session records                                     |
| Tcpflow                  | Extract an ASCII dump of a given TCP session               |
| p0f                      | Operating system fingerprinting                            |
| tcpdump                  | Extracts individual sessions from packet logs              |
| واير شارك                | Packet analysis tool (used to be called Ethereal)          |

- ساغان
- نظام كشف التسلل (IDS)
- نظام كشف التسلل (IPS)
- نظام كشف التسلل (NIDS)
- ميتاسبلوت
- إن ماب